# گیتی قاسمی
گیتی قاسمی (زادهٔ ۱۶ مرداد ۱۳۵۵) بازیگر سینما، تلویزیون، بازیگر و کارگردان تئاتر اهل ایران است.

## زندگی شخصی
پدر او از اسرای آزاد شده در دوران جنگ هشت ساله ایران و عراق بود. گیتی قاسمی ازدواج کرده و دو پسر به نام‌های مهیار و پارسا دارد. پسر بزرگ او، مهیار به عنوان بازیگر و موسیقی‌دان در عرصه هنری فعالیت می‌کند.

## فیلم‌شناسی

### سینما
| سال  | نام فیلم       | کارگردان                      |
| ---- | -------------- | ----------------------------- |
| ۱۴۰۳ | ناجورها        | محمدحسین فرحبخش               |
| ۱۴۰۲ | شه‌سوار         | حسین نمازی                    |
| ۱۴۰۰ | لختگی          | کاوه دهقانپور                 |
| ۱۳۹۸ | حکم تجدیدنظر   | محمدامین کریم‌پور              |
| ۱۳۹۸ | نقره داغ       | محسن آقاخان                   |
| ۱۳۹۸ | خروج           | ابراهیم حاتمی‌کیا              |
| ۱۳۹۷ | متری شیش و نیم | سعید روستایی                  |
| ۱۳۹۷ | جان دار        | پدرام امیری، حسن امیری دوماری |
| ۱۳۹۷ | کلمبوس         | هاتف علیمردانی                |
| ۱۳۹۶ | آقای سانسور    | علی جبارزاده                  |
| ۱۳۹۵ | سد معبر        | محسن قرایی                    |
| ۱۳۹۵ | سرطان          | حسین شهابی                    |
| ۱۳۹۵ | والدراما       | عباس امینی                    |
| ۱۳۹۵ | ویلایی‌ها       | منیر قیدی                     |
| ۱۳۹۴ | چهارشنبه       | سروش محمدزاده                 |
| ۱۳۹۲ | امروز          | رضا میرکریمی                  |
| ۱۳۹۲ | حراج           | حسین شهابی                    |
| ۱۳۹۱ | جابه‌جا         | علی توکل‌نیا                   |

### تلویزیون
| سال  | عنوان مجموعه           | کارگردان          | توضیحات                       |
| ---- | ---------------------- | ----------------- | ----------------------------- |
| ۱۳۸۶ | پیامک از دیار باقی     | سیروس مقدم        | شبکه ۱ پخش در نوروز ۸۷        |
| ۱۳۸۸ | رستگاران               | سیروس مقدم        | شبکه ۳                        |
| ۱۳۸۹ | جراحت                  | محمد مهدی عسگرپور | شبکه ۳ پخش در ماه رمضان       |
| ۱۳۸۹ | پایتخت ۱               | سیروس مقدم        | شبکه ۱ پخش در نوروز ۹۰        |
| ۱۳۹۰ | سقوط آزاد              | علیرضا امینی      | شبکه ۱                        |
| ۱۳۹۰ | چک برگشتی              | سیروس مقدم        | شبکه ۱ پخش در نوروز ۹۱        |
| ۱۳۹۲ | مخمصه                  | حسین حقانی        | شبکه نور                      |
| ۱۳۹۴ | گاهی به پشت سر نگاه کن | مازیار میری       | شبکه ۲ پخش در ماه رمضان       |
| ۱۳۹۵ | در قصه‌ها زندگی می‌کنند  | داوود بیدل        | شبکه ۲                        |
| ۱۳۹۶ | روزهای بهتر            | دانش اقباشاوی     | شبکه ۱بازی در اپیزود نامه آخر |
| ۱۳۹۹ | کامیون                 | مسعود اطیابی      | شبکه ۲ نوروز ۱۳۹۹             |
| ۱۴۰۰ | زیرخاکی ۲              | جلیل سامان        | شبکه ۱                        |
| ۱۴۰۱ | زیرخاکی ۳              | جلیل سامان        | شبکه ۱                        |
| ۱۴۰۲ | زیرخاکی ۴              | جلیل سامان        | شبکه ۱                        |

### شبکه نماش خانگی
| سال  | سریال              | کارگردان      |
| ---- | ------------------ | ------------- |
| ۱۳۹۷ | سال‌های دور از خانه | مجید صالحی    |
| ۱۳۹۹ | سیاوش              | سروش محمدزاده |
| ۱۴۰۰ | نیسان آبی          | منوچهر هادی   |
| ۱۴۰۱ | جادوگر             | مسعود اطیابی  |
| ۱۴۰۲ | نیسان آبی ۲        | مسعود اطیابی  |
| ۱۴۰۲ | نیوکمپ             | منوچهر هادی   |
| ۱۴۰۳ | جوکر ۲             | احسان علیخانی |
| ۱۴۰۳ | اجل معلق           | عادل تبریزی   |

## جوایز و افتخارات
- نامزد سیمرغ بلورین بهترین بازیگر نقش مکمل زن برای ایفای نقش در فیلم سینمایی ویلایی‌ها - سینمای ایران[۴]